# Fernand Parmentier
Fernand Marcel Parmentier (Marchin, 28 oktober 1907 - Hoei, 18 mei 1989) was een Belgisch senator en burgemeester.

## Levensloop
Parmentier promoveerde tot licentiaat in de handels- en koloniale wetenschappen aan de Universiteit van Luik en werd bestuurder van vennootschappen.
In 1949 werd hij verkozen tot provincieraadslid voor de provincie Luik en in 1950 werd hij bestendig afgevaardigde, beide mandaten uitoefenend tot in 1954.
In 1958 werd hij gemeenteraadslid en in 1963 burgemeester van Hoei.
Vanaf 1954 werd hij liberaal senator:
- van 1954 tot 1958 als gecoöpteerd senator,
- van 1965 tot 1968 als provinciaal senator voor Luik,
- van 1968 tot 1971 als gecoöpteerd senator. In 1969 was hij ondervoorzitter van de Hoge Vergadering.

Tussen 1958 en 1961 was hij kabinetschef van de minister van Openbare Werken Omer Vanaudenhove.